# Церковь Образская с Жабьей лавицы
Церковь Образская с Жабьей лавицы (Храм Спаса Нерукотворного Образа) — православный храм в Пскове. Памятник истории и культуры федерального значения XVI—XIX веков. Находится на Запсковье, на углу улиц Первомайской (Образской) и Труда. Жабья лавица — название небольшого болотца, около которого была построена церковь.

## Описание
Четверик храма бесстолпный, одноапсидный, имеет плоское деревянное перекрытие, служащее опорой для декоративного глухого барабана, который завершается луковичной главой. Алтарная полуцилиндрическая апсида понижена. С запада к четверику примыкают притвор и крыльцо. Крыльцо имеет большие проемы, заложенные с юга и севера. С южной стороны к церкви примыкает придел, имеющий прямоугольную апсиду. Над ним — палатка и главка луковичной формы на декоративном барабане. Западная стена придела завершается звонницей, имеющей три столпа и, соответственно, два пролёта, перекрытая двухскатной кровлей. Столпы скруглены в средней части и имеют щипцовое завершение. Звонница несимметрична — она сдвинута к юго-западной части стены. Благодаря этому объемная композиция приобретает особую живописность.
Декоративное оформление фасадов небогато. Южный и северный фасады четверика имеют частично сохранившиеся лопатки. На южной стороне небольшая ниша, имеющая килевидную арочку. Столбы на крыльце и вратах имеют широкие каннелюры; столбы подобной формы — на вратах Стефановской церкви Мирожского монастыря.
Южная и северная стены четверика имеют большие оконные проемы, украшенные арочными луковичными перемычками. Дверной проём в юго-западном углу четверика ведет в южный придел. Симметрично ему в северной стене — малый проём. Абсида имеет два оконных проёма.
Южный придел и расположенная над ним светелка перекрыты коробовым сводом, имеющим распалубки над оконными проёмами. Восточная часть придела имеет остатки керамического пола, датируемого XVII веком, не имеющего аналогов среди псковских церквей и гражданских зданий. Рисунок пола состоит из квадратов, ромбов, параллелограммов и узких прямоугольников. Они образуют полосы, ограничивающие дорожку, идущую вдоль придела по центру. Изразцы имеют красновато-коричневатый, темно-коричневый и светло-желтый цвета. При реставрации керамический пол укрыт слоем песка и деревянным полом. В первозданном виде сохранились южный фасад придела и светелки. В южном фасаде имеются два окна с луковичными арочными перемычками. Светелка имеет два небольших щелевидных окна, между которыми небольшая ниша с килевидной арочкой. Светелка перекрыта двускатной крышей с декоративным барабаном, главой и металлическим крестом.
Центральная часть притвора перекрыта коробовым сводом, который, в свою очередь, опирается на два боковых коробовых свода, расположенных перпендикулярно к центральному. Притвор перекрыт двускатной крышей. В северной стене притвора расположены две глубокие погребальные ниши. Ниши, расположенные в южной стене, были повреждены при расширении дверного проема.
Сложен из местной известняковой плиты на известковом растворе, обмазан и побелен.

### Размеры
Длина — 30 м, ширина — 20 м.

## История
- Упомянут в псковских летописях под 1487 годом: «В лето 6995…того же лета бысть мор во Пскове, да церковь поставиша на Запсковье у Жабьи лавицы во имя Нерукотворенного Образа и совершили однем днем и осветили, месяца августа 26 день однодневная деревянная». «В лето 6995… того же лета бысть мор велик в Пскове, тогда поставиша две церкви, Святого Образа Господа Исуса Христа да святую мученицу Анастасию».
- В 1540 г., 13 сентября церковь не пострадала. При пожаре на Запсковье «только Бог ублюде, храма образа Господня деревянные церкви». Неизвестно, когда деревянная церковь 1487 г. была заменена существующей.
- Числится в описи 1745 г. «Нерукотворенного образа с Запсковья, что у Ильинских ворот» к ней приписано 25 приходских дворов.
- В 1852 г. церковь была предназначена к сносу и разобрана почти до половины, но в 1854 (или в 1857 г.) была восстановлена. Вероятно, в это время было сделано плоское деревянное перекрытие и глухой барабан.
- 9 ноября 1931 г. церковь закрыта, здание было передано для мастерских школы «Стройуча».
- В 1960 г. здесь проведены архитектурно-археологические исследования здания под руководством Б. С. Скобельцына. Выполнена частичная реставрация и реконструкция интерьера четверика: сооружено временное перекрытие. Здание приспособили под торговую контору и склад.
- 1960 г. Постановлением Совета Министров РСФСР № 1327 от 30 августа храм взят под охрану государства как памятник республиканского значения.

### Церковная жизнь
- В 2000 г. храм передан Церкви. Его восстановлением занялся настоятель церкви св. Николая из Виделебья игумен о. Андроник (Некрасов). В храме открыт придел, в котором проводятся постоянные богослужения. Он был заново освящён в честь новомучеников и исповедников российских. Центральная часть и притвор находились в полуразрушенном состоянии. На стенах ещё остались фрески, одна из которых изображает Святую равноапостольную княгиню Ольгу.

## Виды церкви

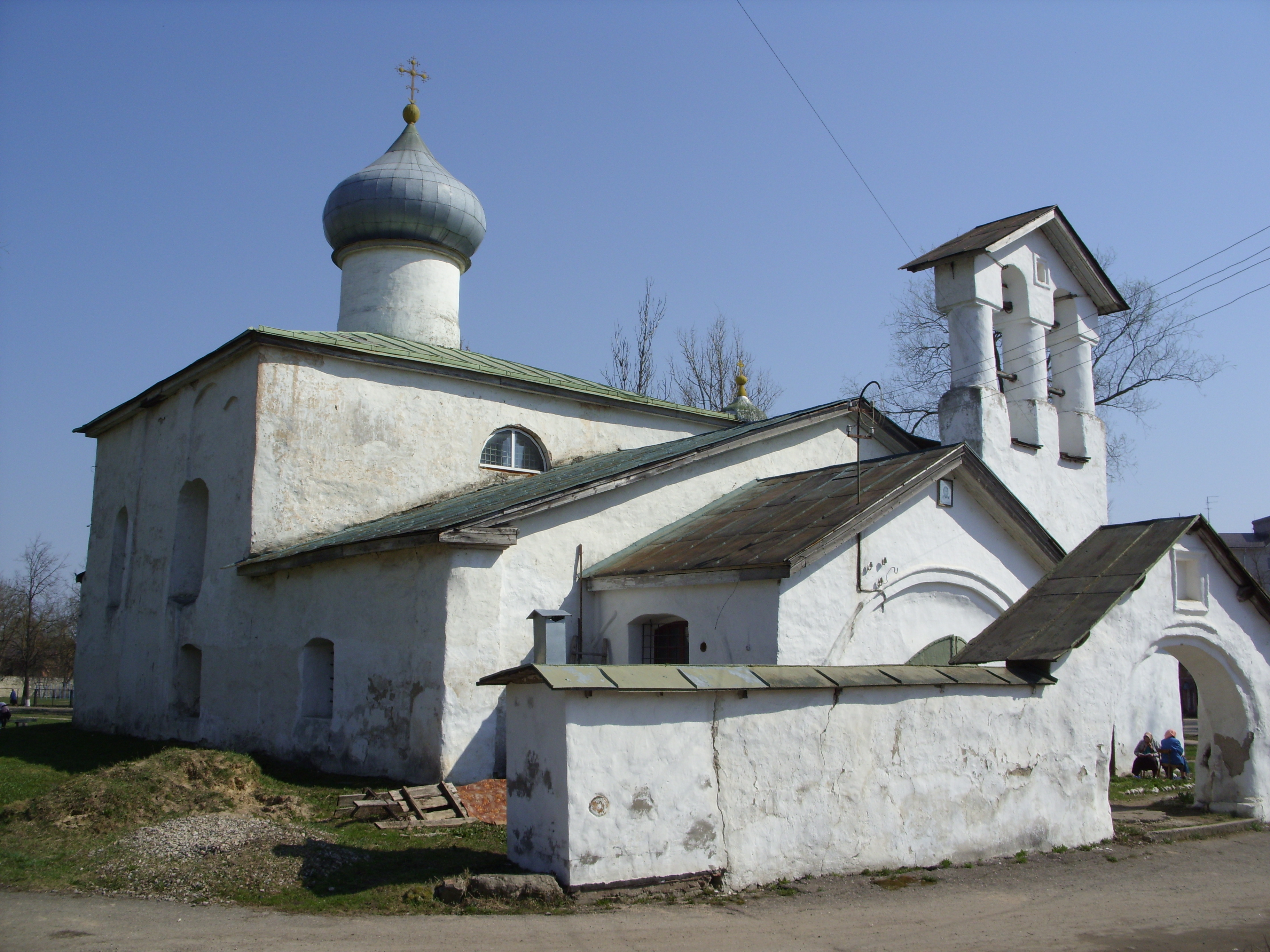
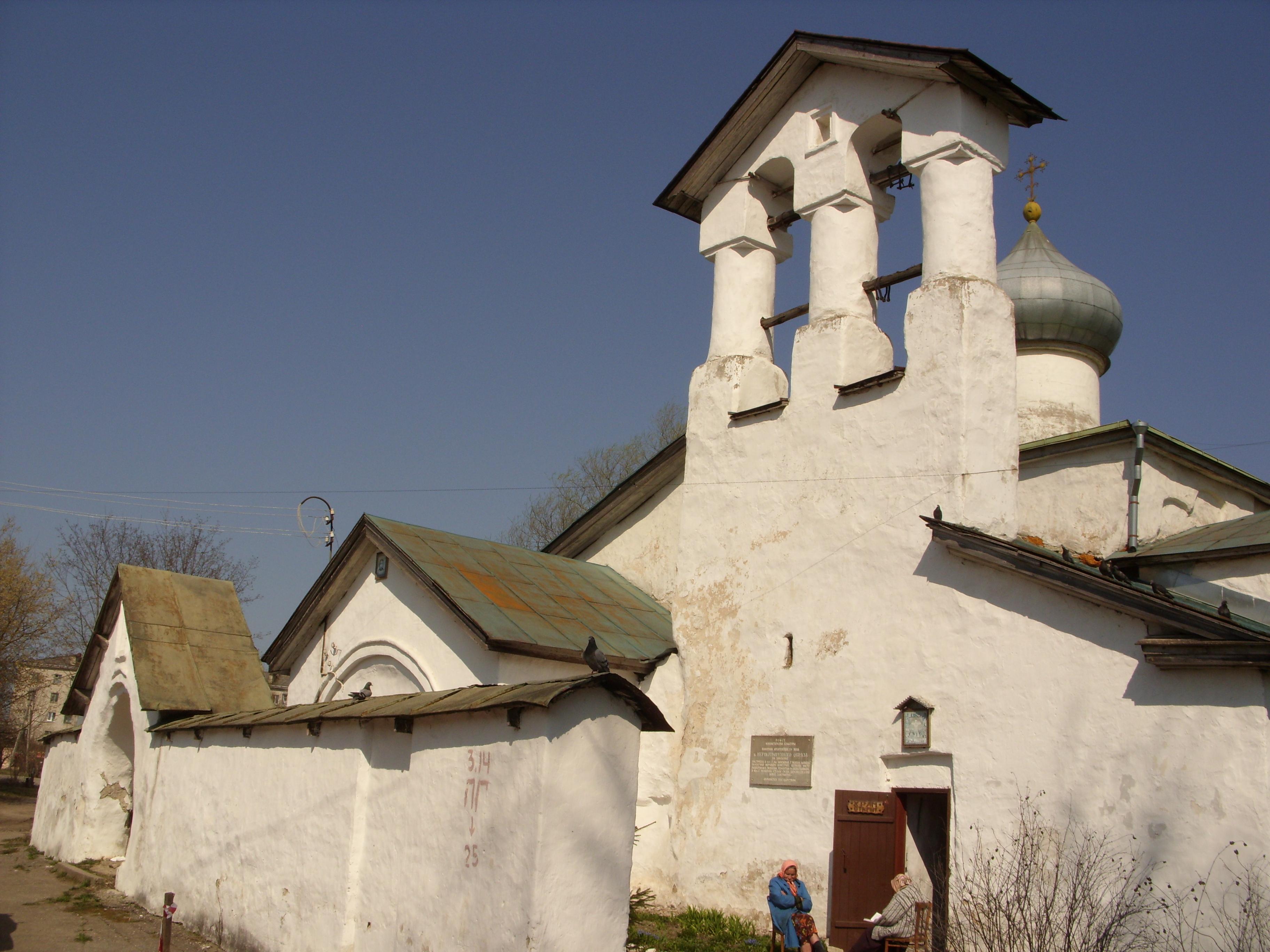
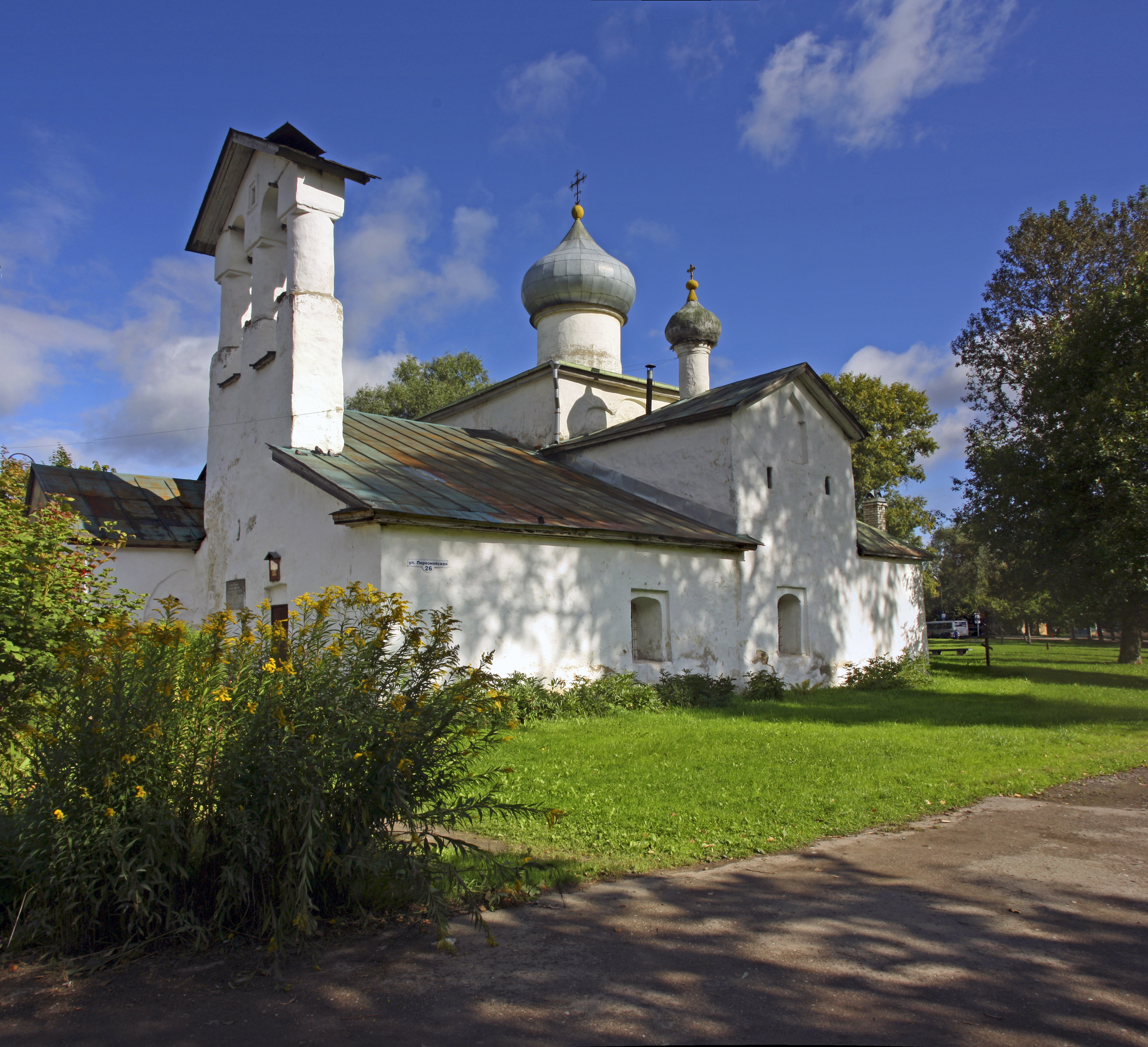
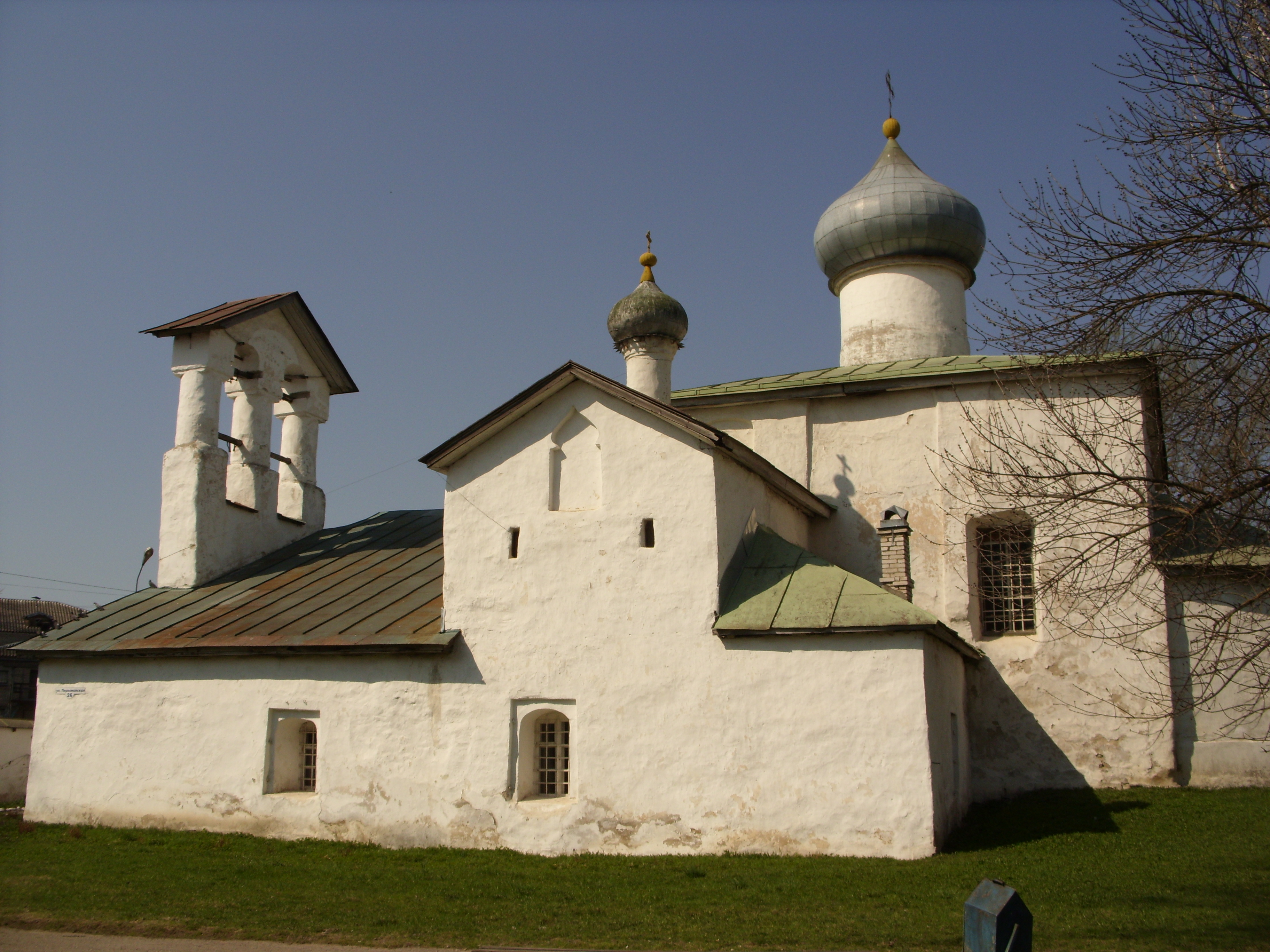
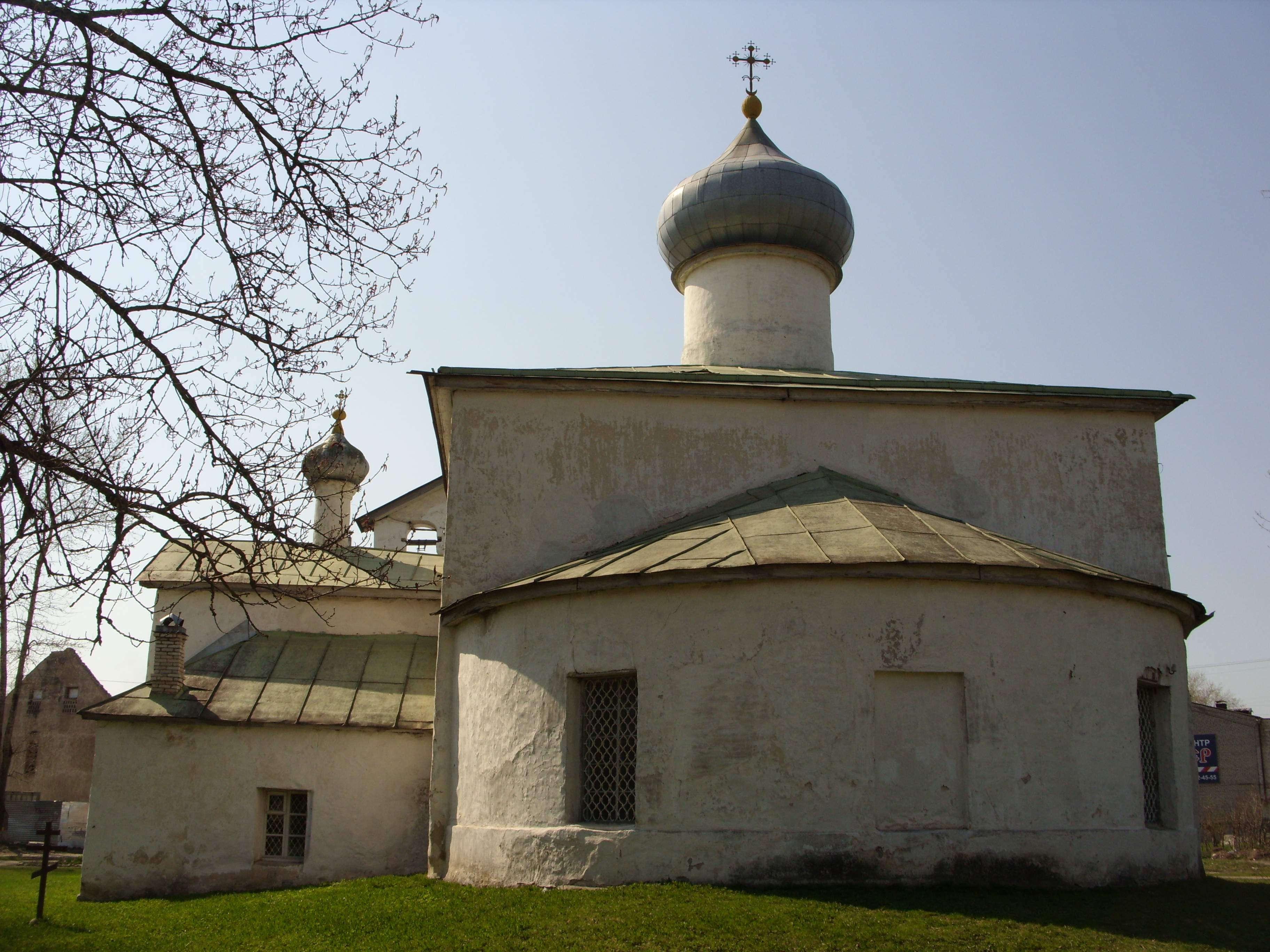